# Kvastginstsläktet
Kvastginstsläktet (Cytisus) är ett växtsläkte i familjen ärtväxter med cirka 50 arter. Flera arter odlas som trädgårdsväxter i Sverige. Arterna i huvudginstsläktet (Chamecytisus) förs numera till kvastginstsläktet.